# Ли Му
Ли Му (на китайски: 李牧 или Lǐ Mù) е китайски военачалник, служил на царство Джао, традиционно определян като един от четиримата най-значими пълководци от Периода на воюващите държави, наред с Бай Ци, Уан Дзиен и Лиен По.
Първите сведения за дейността му са от времето, когато е натоварен с отбраната на северните граници от хунну. Той е отстранен от поста си, заради пасивност, но приемникът му претърпява поражение. Върнат на поста, Ли Му удържа голяма победа срещу хунну, прекъсвайки техните нападения за две десетилетия напред.
По-късно Лу Му ръководи отбраната на Джао от Цин. След победата си в битката при Чанпин през 260 година пр.н.е. Цин има подчертано надмощие в съперничеството между двете страни, но Ли Му успява да организира относително успешна защита. Въпреки това около 236 година пр.н.е. той е отстранен от постовете си, обвинен в измяна и екзекутиран.